# Милан Вејновић
Милан Вејновић (рођен 1985. у Апатину)је српски позоришни глумац. Дипломирао је глуму на Академији "Браћа Карић" у класи професора Предрага Ејдуса. Члан је Народног позоришта Суботица од 2008. године.

## Позоришне улоге
Народно позориште Суботица
- Бранислав Нушић: Ожалошћена породица - Адвокат Петровић, режија: Оливера Ђорђевић
- Алдо Николај: Хамлет у пикантном сосу - Брек, режија: Роберт Рапоња
- Фридрих Шилер: РазБоyници - Франц фон Мор, режија: Никола Завишић
- Џозеф Кесерлинг: Арсеник и старе чипке - Џонатан Брустер, режија: Филип Марковиновић
- Нил Сајмон: Гласине - Полицајац Велч, режија: Оливера Ђорђевић
- Борислав Михајловић Михиз: Бановић Страхиња - Бошко Југовић, режија: Андраш Урбан
- Море (народна представа), режија: Никола Завишић
- Горан Стефановски: Демон из Дебармале - Старац, режија: Драгана Милошевска
- Оливер Фрљић: Кукавичлук, режија: Оливер Фрљић
- Давор Шпишић: Галеб 2 - Берто, режија: Никола Завишић
- Вилијам Шекспир: Јулије Цезар - Требоније, режија: Андраш Урбан
- Оља Ђорђевић: Запис (по текстовима М. Настасијевић/) – Мачор Главоња, режија: Никола Завишић
- Лонг, Мартин, Тишнор: Сабрана дела Господа Бога, режија: Владимир Попадић
- Анте Томић: Чудо у Поскоковој Драги - Крешимир Поскок, режија: Снежана Тришић
- Алан Менкен и Хауард Ешмен: Мала радња хорора-Клошар, пролазник, муштерија..., режија: Марко Манојловић
- Аристофан: Жене у Народној скупштини - музичар, режија: Никола Завишић
- Кристофер Дуранг: Брак Бет и Бу-а - Емили Бренан, режија: Оливера Ђорђевић
- Према мотивима Фредерика Нота: Чекај до мрака - Крокер, режија: Александар Божина
- Бранислав Нушић: Мистер Долар - Жан, конобар у хотелу Долар, режија: Снежана Тришић
- Ауторски пројекат: Нататоријум - Милош Батинић, режија: Селма Спахић
- Ранко Маринковић: Глорија - Беп, режија: Анђелка Николић
- А.П. Чехов: Галеб - Меда, режија: Филип Гринвалд
- Мајкл Фрејн: Иза кулиса - Фредерик Фелоус, режија: Снежана Триши
- Људмила Разумовска: Кући - Ожиљак, режија: Миа Кнежевић
- Слободан Скерлић, Милена Деполо: Врла нова 2061, режија: Слободан Скерлић
- Нил Сајмон: Босоноги у парку - ПТТ службеник, режија: Јована Томић
- Слободан Селенић: Ружење народа у два дела - управник Боштјан, режија: Андраш Урбан
- Реј Куни: Два у један - Едвард, режија: Петар Јовановић
- Жан Батист Поклен Молијер: Мизантроп - Алсест, режија: Ђурђа Тешић
- Бранислав Нушић: Сумњиво лице - Газда Спаса, режија: Предраг Штрбац
- Слободан Владушић: Тенисер - Ник Јулинац
- Аристофан: Лисистрата - Саветник, режија: Јована Томић
- Вилијам Шекспир: Укроћена горопад - трговац помодном робом, режија: Оља Ђорђевић
- Јован Стерија Поповић: Зла жена-Граф Трифић, режија Ива Милошевић
- Петар Михајловић: Радничка хроника, режија: Вељко Мићуновић
- Бранислав Нушић: Не очајавајте никад, режија: Оља Ђорђевић
- Вилијам Шекспир: Комедија забуне - Антифол из Сиракузе, режија: Милан Нешковић [1]

## Музика за представе
- Море, режија: Никола Завишић – Народно позориште Суботица
- Жене у Народној скупштини, режија: Никола Завишић – Народно позориште Суботица
- Csend (Тишина), режија: Андреј Бока – Позориште Костолањи Деже Суботица
- А Beka (Жаба), режија: Андреј Бока – Сенћанско мађарско камерно позориште
- Назарет, режија Андреј Бока - Позориште Костолањи Деже-Суботица[1]

## Награде
- Награда стручног жирија за најбољег глумца у сезони 2010/2011.
- Глумац сезоне 2013/2014. по гласовима публике
- Награда стручног жирија за најбољег глумца сезоне 2014/2015.
- Награда стручног жирија за најбољег глумца сезоне 2015/2016.[1]